# Estotiland

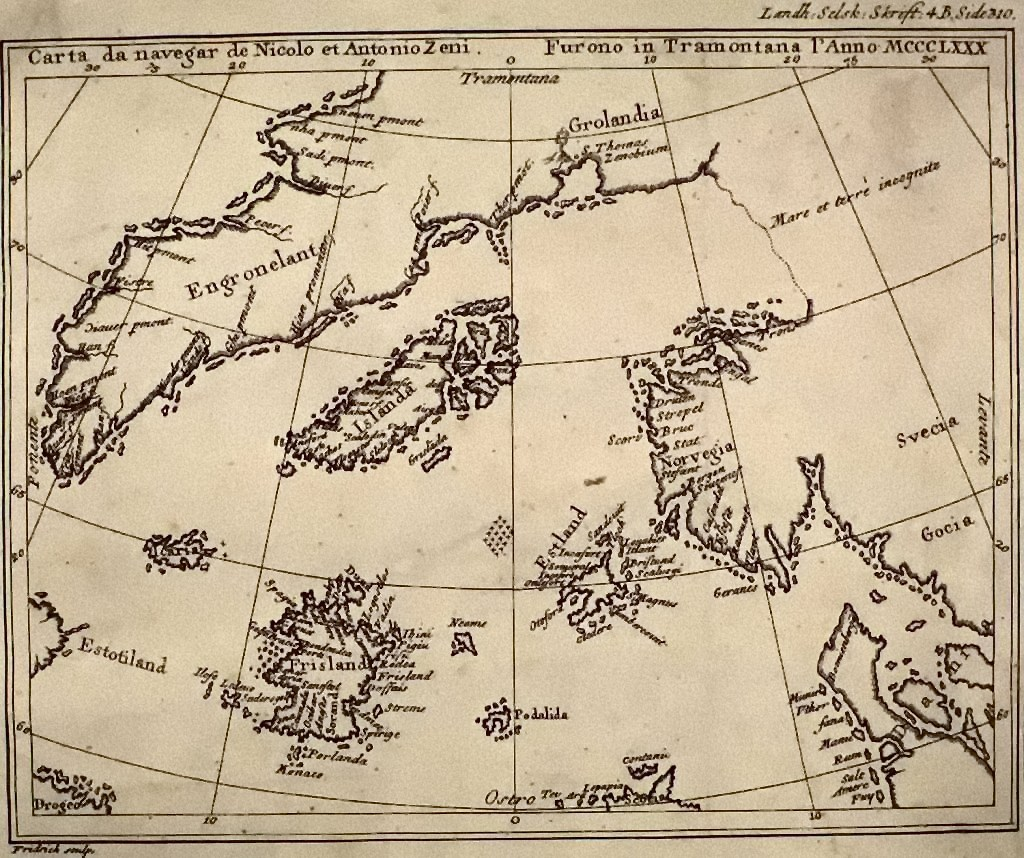
Zeno-Karte von 1558 (Faksimile); Estotiland unten links

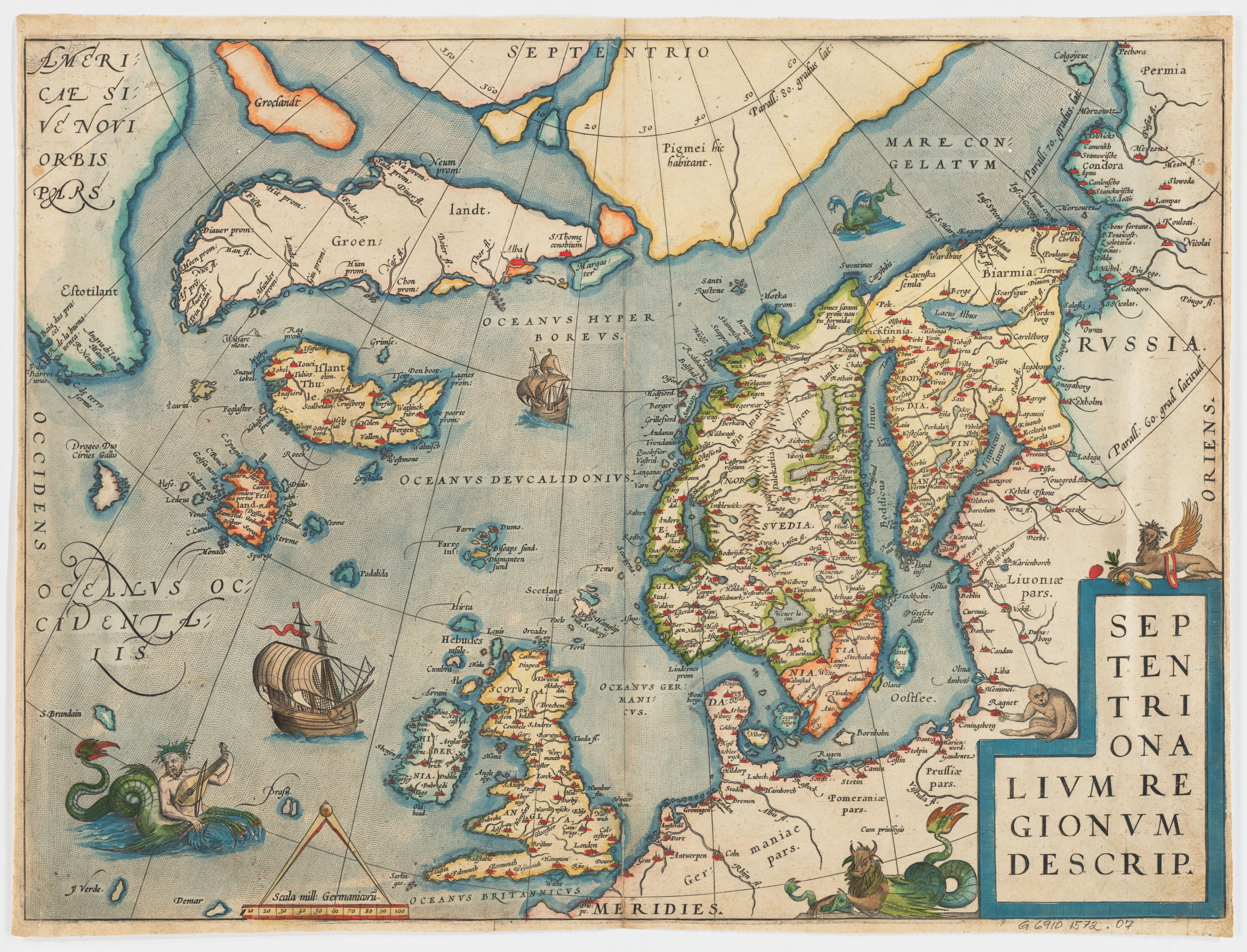
Ortelius-Karte von 1603; Estotiland oben links

Estotiland, auch Estotilanda, Estodilant, ist eine Phantominsel, eine Halbinsel oder Teil eines Kontinents, erstmals abgebildet auf der Karte der Brüder Zeno aus dem Jahr 1558 und mehreren nachfolgenden Kartenwerken des 16. Jahrhunderts. Sie soll im Nordatlantik südlich von Grönland (Engronelant) und westlich der Phantominsel Frisland (möglicherweise identisch mit Island:115 oder den Färöern:IX) liegen.

## Hintergrund
Im Jahr 1380 unternahm der venezianische Adlige und Fernhändler Nicolò Zeno (der Ältere) eine Seereise in den Nordatlantik. Der Erzählung nach havarierte sein Schiff in einem schweren Sturm auf der Insel Frisland. Dort traf Zeno auf den Herrscher der Insel mit Namen Zichmni, zu dessen Berater er aufstieg. Nicolò Zeno sandte einen enthusiastischen Brief nach Venedig an seinen Bruder Antonio, der daraufhin ebenfalls nach Frisland reiste. Beide lebten hoch angesehen viele Jahre in Zichmnis Reich. Nach Nicolòs Tod übernahm Antonio Zeno dessen Stellung am Hof, kehrte jedoch einige Jahre später nach Venedig zurück.
Die Schilderung dieser Ereignisse geht zurück auf mehrere Briefe, die Antonio Zeno aus Frisland an Carlo Zeno, den dritten Bruder, nach Venedig geschrieben hatte. Die Briefe und  Zenos Karte des Nordatlantiks sind im Original heute nicht mehr erhalten. Ein Nachfahre von Antonio Zeno, Nicolò Zeno (der Jüngere), stellte den Reisebericht aus in der Familie tradierten Erzählungen und  Fragmenten dieser Briefe zusammen. Das Werk erschien 1558 – fast zweihundert Jahre nach den Ereignissen – unter dem Titel: De i Commentarii delj Viaggio in Persia di M. Catermo Zeno il K. & delle guerre fatte nel’ Imperio Persiano […] bei Francesco Marcolini in Venedig. Das Buch enthält im Anhang auch eine Kupferstich-Karte mit dem Titel
CARTA DA NAVEGAR DE NICOLO ET ANTONIO ZENI FVRONO IN TRAMONTANA L`ANNO MCCCLXXX
(Seekarte von Nicolo und Antonio Zeni, [die] im Jahr 1380 im Norden waren), die angeblich aus dem alten und verblassten Original rekonstruiert worden ist.:99 Unter dem Untertitel:

„Delo scoprimetito del l´Isole Frislanda, Eslanda, Engroueland, Estotilanda, & Icaria, fatto per due fratelli Zeni M. Nicolò il Caualiere, & M. Antonio Libro Vno col disegno di dette Isole
Von der Entdeckung der Inseln Frisland, Esland, Engroneland, Estotiland und Ikaria durch die beiden Zeni-Brüder, M. Nicolò, der Ritter, und M. Antonio. Erstes Buch mit einer Zeichnung der besagten Inseln,“

sind die Erlebnisse der beiden Zeno-Brüder geschildert. Darin eingebettet ist eine Geschichte der Abenteuer einiger Fischer von der Insel Frisland, die ein alter Mann den Zeno-Brüdern erzählt hatte.

## Die Erzählung der Fischer
26 Jahre zuvor (das wäre 1354 gewesen) stachen angeblich vier Fischerboote von Frisland in See  und gerieten in einen schweren Sturm. Eines der Boote havarierte und wurde in Estotiland angetrieben. Zichmni, der König von Estotiland, ließ die Besatzung gefangen nehmen und in eine prächtige Stadt bringen.

„Si partirono ventisei anni fa quattro nauìgli di piscatori, i quali, assaltati da una gran fortuna molti giorni andarono, come per perduti per il mare, quando finalmente raddolcitosi il tempo scoprirono una Isola, detta Eslotilanda posta in Ponente, lontana da Frislanda piu di mille miglia, nellaquale si ruppe un de’ navigli, &sei huomini, che u´erano su furono presi da gli isolani, & condotti áuna città bellissima, & molto popolata, doue il Re, che la signoreggiaua fatti uenir molti interpreti, non ne trouò mai alcuno, che sapesse la lingua di quelli pescatori, se non un Latino nella stessa isola per fortuna medesimamente capitato, il quale dimandando lor da parte del Re che erano, & di doue ueniuano, raccolse il tutto, & lo riferì al Re, ilquale intere tutte queste cose uolle, che si fermassero nel paese; perche eßi [essi] facendo il suo comandamento per non si poter altro fare stettero cinque anni nell’ Isola […]
Vor sechsundzwanzig Jahren stachen vier Fischerboote in See, wurden von einem schweren Sturm heimgesucht und irrten viele Tage lang umher, als hätten sie sich auf See verirrt. Als sich das Wetter endlich besserte, entdeckten sie eine Insel namens Eslotilanda im Westen, mehr als tausend Meilen von Frislanda entfernt. Dort zerbrach eines der Schiffe, und sechs Männer, die sich an Bord befanden, wurden von den Bewohnern der Insel gefangen genommen und in eine sehr schöne und bevölkerungsreiche Stadt gebracht. Der König, der über sie herrschte, ließ viele Dolmetscher rufen, fand aber niemanden, der die Sprache dieser Fischer verstand, außer einem Lateiner, der sich zufällig ebenfalls auf derselben Insel aufgehalten hatte. Er erkundigte sich im Auftrag des Königs bei ihnen nach ihrer Identität und ihrer Herkunft, sammelte alles und meldete es dem König, der wünschte, dass all diese im Land blieben. Da sie nichts anderes tun konnten als seinen Befehl auszuführen, blieben sie fünf Jahre auf der Insel […]“

## Beschreibung von Estotiland
In Zenos Buch wird die Bevölkerung von Estotiland als hochzivilisiert beschrieben, gebildet und sehr wohlhabend sowie reich an Gold:

„[…] & narra, che è ricchissima, & abondantissima di tutti li beni del mondo, & che è poco minore di Islanda, ma piu fertile, hauendo nel mezzo un monte altissimo, dalquale nascono  quattro fumi, che la irrigano. Quelli, che l’habitano sono ingeniosi, & hanno tutte le arti, come noi; & credesi, che in altri tempi hauessero commercio con i nostri, perche dice di hauer ueduti libri Latini nella libreria del Re, che non uengono hora da lor intesi; hanno lingua, & lettere separate, & cauano metalli di ogni forte, & sopra tutto abondano di oro, & le lor pratiche sono in Engroueland, di doue traggono pellirecie [pellicceria?] & zolfo, & pegola [pece?]; & uerso Ostro narra, che u´ è ungran paese molto ricco d'oro, & popolato; seminano grano, & fanno la ceruosa [cervogia?], che è una sorte di beuanda che usano i popoli Settentrionali come noi il uino; hanno boschi d’immensa grandezza, & fa[b]bricano à muraglia, & ci sono molte città & castella; fanno nauigli e nauigano […]
[…] und erzählt, sie sei sehr wohlhabend und reich an allen Gütern der Welt und dass sie etwas kleiner ist als Islanda, aber fruchtbarer, da es in der Mitte einen sehr hohen Berg gibt, von dem vier Flüsse ausgehen, die es [das Land] bewässern. Diejenigen, die dort leben, sind einfallsreich und beherrschen alle Künste wie wir, und es wird angenommen, dass sie in früheren Zeiten Handel mit uns getrieben haben, da sie in der Bibliothek des Königs lateinische Bücher gesehen haben, die sie jetzt nicht mehr verstehen. Sie haben eine eigene Sprache und Schrift und gewinnen Metalle aller Art, und vor allem haben sie Gold im Überfluss. Ihre Handelsplätze sind in Engroneland [Grönland], woher sie Pelze, Schwefel und Pech beziehen und im Osten, so sagt er, liege ein großes, goldreiches und bevölkertes Land. Sie säen Getreide und brauen Bier, das ist eine Art Getränk, das von den nördlichen Völkern genutzt wird, wie wir [den] Wein. Sie haben Wälder von enormer Größe und bauen Mauern und es gibt viele Städte und Burgen. Sie bauen Schiffe und segeln […]“

Ab der ersten Hälfte des 17. Jahrhunderts, mit zunehmendem Wissen über den amerikanischen Kontinent, wurde Estotiland oft mit Labrador gleichgesetzt und die Beschreibungen der Landschaft wurden weniger spekulativ. Als Beispiel sei hier der puritanische Geistliche Samuel Clarke (1599–1682) erwähnt, dessen historisches Kompendium: A new description of the world [. . .] (Eine neue Beschreibung der Welt), einen umfassenden Überblick über die verschiedenen Regionen der Erde bietet, wie sie im 17. Jahrhundert gesehen wurden. Seine Beschreibung Estotilands weicht erheblich ab von der Schilderung in Zenos Werk:

„ESTOTILAND, properly so called, is the most Northern Region on the East side of America, the Soil sufficiently inriched by Nature; the Natives Rude and void of Civility, Arts, or Tractableness, going many of them Named, notwithstanding the extream Cold, living by the Flesh of Wild Beasts they kill in the Woods, and is but little Inhabited but by the Natives, by reason of the lasting Winters; the greatest Advantage drawn from this extream Region, being the Fishing Trade, where in the Rivers at the Season, are such a Number of Cod, called New-land-fish, that with a red Rag and a Hook, a Man may catch forty or fifty in an hour, which dried and salted, are brought into England and other parts of Europe [. . .].
ESTOTILAND, richtigerweise so genannt, ist die nördlichste Region an der Ostseite Amerikas. Der Boden ist von Natur aus hinlänglich fruchtbar. Die Eingeborenen sind roh und bar jeder Höflichkeit, Kunstfertigkeit oder Fügsamkeit. Viele von ihnen trotzen der extremen Kälte [und] leben vom Fleisch wilder Tiere, die sie in den Wäldern erlegen. Wegen der langen Winter ist [der Landstrich] von Eingeborenen nur dünn besiedelt. Der größte Vorzug dieser abgelegenen Gegend ist der Fischfang. In den Flüssen gibt es in der Saison so viel Kabeljau, sogenannte Neue-Welt-Fische, dass man mit einem roten Lappen und einem Angelhaken vierzig oder fünfzig Fische in einer Stunde fangen kann, die getrocknet und gesalzen nach England und in andere Teile Europas gebracht werden können.“

## Darstellung in Karten und Handbüchern

### Zeno-Karte 1558
Der Text und die Karte im Anhang von Zenos Buch weichen in einigen Details voneinander ab. Estotiland ist auf der Karte links unten eingezeichnet, zwischen 60 und 65 Grad nördlicher Breite, das liegt ungefähr in Höhe der Südspitze von Baffin Island oder von Island, das hier „Frisland“ oder „Frislanda“ genannt wird:115. Der Längengrad entspricht etwa dem des heutigen Kuba. Nicolò Zeno (d. J.) bezeichnet im Buchtext Estotiland zwar expressis verbis als eine Insel („una Isola“), doch in der beigefügten Karte ist nur ein kleiner Teil der Landfläche zu sehen. Es wird nicht deutlich, ob Estotiland eine Insel oder eine mit einem Kontinent verbundene Halbinsel sein soll. Nordamerika war zum Zeitpunkt des Erscheinens von Zenos Karte bereits bekannt, allerdings herrschte – trotz der Entdeckungen des Venezianers Giovanni Caboto – über die landschaftlichen Details und die vorgelagerten Inseln im Gebiet des heutigen Kanada noch weitgehend Unklarheit.
Zenos Beschreibung und Karte basiert zum Teil auf Angaben, die in verschiedenen, damals bereits existierenden Karten zu finden sind, so tauchen zum Beispiel „Gronelandica“ und das fiktive „Islandia“ in der rund einhundert Jahre älteren Weltkarte des Nicolaus Germanus von 1467 auf, die wiederum auf dem verschollenen Werk des dänischen Kartografen Claudius Clavus (eigentlich: Claudius Claussøn Swart) aus dem frühen 15. Jahrhundert beruht.

### Abraham Ortelius 1570
Im Atlas von Abraham Ortelius: Theatrum Orbis Terrarum, dem ersten modernen Weltatlas, ist eine Karte von Nord- und Südamerika mit dem Titel: Americae Sive Novi Orbis Nova Descriptio, enthalten. In der Erstausgabe von 1570 ist nicht klar erkennbar, ob Estotiland eine Insel oder eine von einem Fluss durchschnittene Halbinsel ist. Landschaftliche Details fehlen. Ortelius hat offenbar die Angaben aus der Zeno-Karte ungeprüft übernommen, allerdings ist Estotiland deutlich größer gezeichnet und ein wenig nach Süden gerückt, unmittelbar oberhalb des 60. Breitengrades.

### Franz Hogenberg 1572
In der  Weltkarte von Frans Hogenberg (latinisiert: Franciscus Hogenbergus), gedruckt 1572, ist „Estotilant“ eindeutig Teil des amerikanischen Kontinentes, eine große Halbinsel – größer als das viel zu klein eingezeichnete Grönland („Gruenlant“) –, die in den Atlantischen Ozean hineinragt und vom Nördlichen Polarkreis durchschnitten wird. Hogenberg bildet auch einige wenige Details ab: einen Fluss, einen tief ins Land einschneidenden Fjord und ein nicht identifizierbares Landschaftsmerkmal (eine Flussmündung?) mit Namen „R. Neundo“.
Ein solcher Fluss wird, allerdings unter anderem Namen, auch in der Weltbeschreibung des Pierre d’Avity von 1614 erwähnt, der schreibt, dass Estotilant am Fluss Negeuse endet und dort das Land Labrador beginnt („Ce pays d'Estotilant finit la riviere Negeuse & c'eſt là que commence la terre de Labrador“). Welcher der zahlreichen Flüsse oder Meeresarme Kanadas gemeint ist, bleibt unklar.

### Giovanni Mazza 1589
Giovanni Battista Mazza gehörte der in der Renaissance berühmten Lafreri-Schule von Kartenmachern aus Rom und Venedig an. Seine Karte des amerikanischen Kontinents und des Pazifischen Ozeans, um 1589 von Donato Rasciotti in Venedig gedruckt, zeigt „Estotilant“ als Halbinsel, die hier erstmals mit dem wesentlich zu klein eingezeichneten Labrador („C. de Laborador“) gleichgesetzt wird.

### Cornelis van Wytfliet 1597

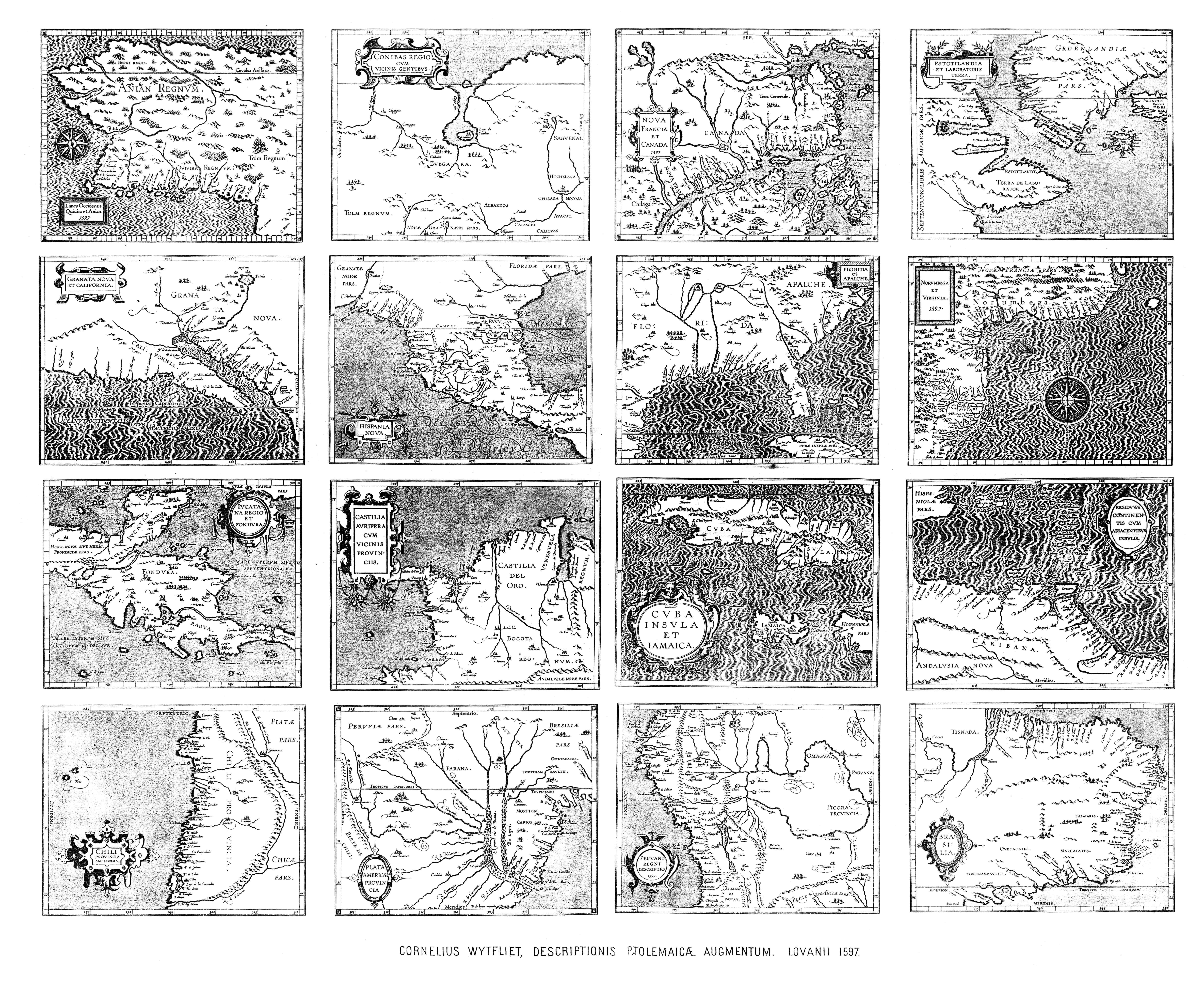
Karten aus dem Atlas: Descriptionis Ptolemaicae augmentum, 1597

1597 gab der flämische Kartograf Cornelis van Wytfliet seinen Atlas: Descriptionis Ptolemaicae augmentum, sive, Occidentis notitia Brevi commentario illustrata [. . .], heraus, der sich speziell mit der Geografie der sogenannten Neuen Welt befasst. Er enthält 19 Karten des amerikanischen Kontinentes, darunter eine mit dem lateinischen Titel: Estotilandia et Laboratoris Terra, die die Erkenntnisse der Expeditionen von John Davis und Martin Frobisher verwertet und Teile der kanadischen Seeprovinzen, Labrador, Grönland, Island sowie die mythischen Länder Frisland und Estotiland abbildet. Im Innern der Halbinsel „Estotilandia et Laboratoris Terra“ (Estotiland und Labrador) ist ein Gebirge angedeutet. Eine Flussmündung oder ein Meeresarm trägt den rätselhaften Namen „R. de Neuado“. Sowohl auf der Karte, als auch im Text betrachtet Wytfliet Estotiland und Labrador als Einheit, eine Halbinsel, die weit in den Atlantischen Ozean hineinragt, bis dicht unterhalb der Südspitze Grönlands, und die er wie folgt beschreibt:

„Caeterum Laboratoris haec, Estotilande que ora, motibus aspera et syluis [sylvis] horrida, ingentium omnis generis ferarum multitudine abundae. Fama est Gryphos illis quoque in montibus reperiri. Indigenae ingenio docili sunt, linguam et charakteres habet peculiares. Firma praeterea corporis constitutione fortes ac robusti, venatores sunt strenui: colore perhibentur est subfusco, nori propter impendentes aestuantis solis radios, sed aut nimio frigore, aut cute herbis infecta: nam cutem hic quoque atratis coloribus barbarorum more depingunt, argenteasque bullas, aut inaures gestitant.
Aber diese Orte Labrador und Estotiland sind rau und mit grässlichen Wäldern, in denen es eine große Menge wilder Tiere aller Art gibt. Die Sage erzählt, dass in den Bergen auch Greife zu finden sind.  Die Eingeborenen sind von Natur aus fügsam und haben eine besondere Sprache und Eigenart. Außerdem sind sie stark und robust in ihrer Konstitution und eifrige Jäger. Ihre Farbe soll dunkel sein, nicht wegen der Strahlen der sengenden Sonne, sondern entweder wegen der extremen Kälte oder wegen mit Kräutern behandelter Haut. Denn auch auch hier bemalen sie ihre Haut mit dunklen Farben nach Art der Barbaren und tragen Silberknöpfe [als Amulett] oder Ohrringe.“

## Gudbrandur Thorláksson 1606
Vom Ende des 16. bis Anfang des 17. Jahrhunderts sind einige von Isländern gefertigte Karten des Nordatlantiks bekannt, erhalten sind sie teilweise nur in späteren Kopien. Die Informationen dazu kamen im Wesentlichen von isländischen Seefahrern, die bis nach Nordamerika reisten. Eine bedeutende Karte aus dem Jahr 1606 wird Bischof Gudbrandur Thorlaksson (Guðbrandur Þorláksson) zugeschrieben. Sie zeigt Island im Zentrum des wesentlich zu klein dimensionierten Atlantiks, Grönland sowie Estotiland südlich des 60. Breitengrades und benennt eindeutig die Zugehörigkeit von Estotiland zum Kontinent Amerika. Über dem Namen „Estotelandia“ steht die Erläuterung: „Pars America extrema Versus Gronlandiam“ (Der von Grönland am weitesten entfernte Teil Amerikas).:73
Im späten 17. Jahrhundert verschwindet die Bezeichnung Estotiland aus den Atlanten. Zu diesem Zeitpunkt war die amerikanische Ostküste bereits erforscht und größtenteils von Europäern besiedelt. Keine Region war bekannt, die von von den Ureinwohnern Estotiland – oder so ähnlich – genannt wurde, noch waren irgendwelche Spuren der von Zeno beschriebenen Städte und Landschaften aufgetaucht. Die Küstenregionen hatten nun europäische Namen, und Estotiland war als Identifikationsmerkmal nicht mehr notwendig.:72 Die Karte von Nordamerika: A Chart of the North Part of America in John Sellers (1632–1697) Atlas Maritimus, gedruckt 1672 in London, zeigt zwar noch Grönland als Teil des amerikanischen Kontinents, Estotiland wird aber nicht mehr erwähnt.

## Name
Obwohl Nicolò Zeno für sein Werk zweifelsohne Anleihen bei anderen Kartenmachern genommen hat, taucht der Name Estotiland (wie auch Drogeo) in der Zeno-Karte erstmals auf. Über den Ursprung gibt es mehrere, mehr oder weniger abenteuerliche Spekulationen:
Es könnte sein, dass der Name lediglich auf einem Schreibfehler beim Kopieren beruht. Ein Hinweis gibt die Karte des dänischen Bischofs und Historikers Hans Poulsen Resen (1561–1638) aus dem Jahr 1605, die heute in der Sammlung der Königlichen Bibliothek in Kopenhagen aufbewahrt wird. Auf ihr findet sich oberhalb der Bezeichnung „Helleland“ die Erläuterung: „Forte Esto(es) Tiland, seu Tyle vel ultima Tule“ (Vielleicht das Tiland, Tyle, oder ultima Tule). Sowohl „Tiland“ als auch „Tyle“ und „Ultima Thule“ sind Bezeichnungen für Thule, die mythische Insel am nördlichen Ende der Welt. Diese Anmerkung – zwar auf einer jüngeren Karte als der von Nicolò Zeno – könnte darauf hindeuten, dass der Name Estotiland ursprünglich vom sagenhaften Thule abgeleitet wurde.:122
Auch der französische Historiker und Archäologe Eugène Beauvois (1835–1912) führt den Namen auf einen Schreib- bzw. Kopierfehler zurück. Er reduziert den Namen Estotiland auf die Form Escociland, das er mit „Land der Schotten“ übersetzt. Er glaubt, dass die Zeno-Brüder nicht weiter als bis zu den nördlich Schottlands gelegenen Orkney-Inseln oder den Färöern vorgedrungen sind.

## Lage
Estotiland gibt es nicht. Dennoch haben mehrere ernst zu nehmende Gelehrte versucht festzustellen, welche Insel oder welcher Landesteil dem mythischen Estotiland entsprechen könnte.
Johann Reinhold Forster will in Estotiland das sagenhafte „Winland“ der Wikinger erkannt haben, das er als das heutige Neufundland identifiziert. Ähnlich äußert sich der aus der französischsprachigen Schweiz stammende Missionar in Neufundland und Amateur-Historiker Lewis Amadeus (Louis-Amédée) Anspach. Auch er hält Estotiland für Vinland, das er in dem heutigen Neufundland gleichsetzt.
Placido Zurla identifiziert „die Insel Estotiland“ (isola l’Estotilanda) als Labrador. Der polnische Historiker und Geograf Joachim Lelewel glaubt, Estotiland sei die heutige Insel Anticosti oder Cape Breton, und der britische Geograf Richard Henry Major ist der festen Überzeugung, Estotiland liege auf dem Nordamerikanischen Kontinent („Unquestionably in North America“):19

## Fazit
Für die meisten Geografen des 16. Jahrhunderts waren Estotiland und die Inseln auf Zenos Karte real. Sie erschienen auf mehreren nachfolgenden Karten. Der englische Mathematiker, Astronom und Geograph John Dee hielt die Zeno-Karte sogar für so zuverlässig, dass er Königin Elisabeth I. den royalen Anspruch auf Grönland, Estodiland und Frisland verkündete. In seinem Tagebuch schreibt Dee unter dem Datum vom 15. November 1577: „I declared to the Quene her title to Greenland, Estetiland and Friseland“. Doch bereits Mitte des 18. Jahrhunderts bezeichnete der französische Jesuit und Historiker Pierre François Xavier de Charlevoix Estotiland als ein Märchenland, das nur in der Phantasie der beiden Zeno-Brüder existere („l'Estotiland est aujourd'hui regardé comme un pays fabuleux, & qui n'a jamais existé que dans l'imagination des deux frères Zani“).
Ein weiterer Skeptiker war der britische Historiker und Rechtsanwalt Frederic W. Lucas (1842–1932), der sich intensiv mit der Zeno-Karte beschäftigt hat. Er wählt deutliche Worte:

„Yet, within fifty years of the publication of these documents, practical mariners had proved that the map was (to say the least), largely incorrect; while, later, it was discovered that both the book and map contained matter which was, partly, untrue and misleading (whether intentionally or not), and partly inexplicable. We are now in a position to convict Nicoló Zeno, the younger, on new and what appears to be clear evidence, of the perpetration of a contemptible literary fraud – one of the most successful and obnoxious on record.
Doch innerhalb von fünfzig Jahren nach der Veröffentlichung dieser Dokumente hatten praktische Seefahrer bewiesen, dass die Karte (gelinde gesagt) größtenteils unrichtig war. Später stellte sich heraus, dass sowohl das Buch als auch die Karte teilweise unwahre und irreführende (ob absichtlich oder nicht) und teilweise unerklärliche Angaben enthielten. Wir sind nun in der Lage, Nicolo Zeno, den Jüngeren, aufgrund neuer und scheinbar eindeutiger Beweise der Begehung eines verachtenswerten literarischen Betrugs zu überführen – eines der erfolgreichsten und abscheulichsten, die je verzeichnet wurden.“

Mittlerweile bestehen Zweifel, ob  Nicolò Zeno (d. Ä.) überhaupt eine Reise in den Nordatlantik unternommen hat, denn zu der Zeit, als er sich bei König Zichmni aufgehalten haben soll, hatte er öffentliche Ämter in seiner Heimatstadt Venedig inne.

## Rezeption
Der  russisch-amerikanische Schriftsteller Vladimir Nabokov hat Estotiland für seinen Roman Ada oder Das Verlangen entlehnt, der in einer alternativen Welt spielt, in der das Gebiet des heutigen Kanada in ein nördliches, russischsprachiges Land mit Namen „Estoty“ und ein südliches, französischsprachiges Land namens „Canady“ geteilt ist.